# José Maria de Almeida Sá e Meneses
José da Piedade de Lencastre Silveira Castelo Branco Almeida Sá e Meneses (7 febbraio 1784 – Londra, 11 febbraio 1827) è stato un nobile portoghese, 4º marchese di Abrantes.
Nel 1807, accompagnò il padre, il 3º marchese di Abrantes, con un comitato portoghese, a Bayonne, in Francia, dove rimase come ostaggio. Qui i francesi cercarono di convincerlo ad adottare la loro causa ma rifiutò. Rientrato in Portogallo nel 1814, fu partigiano dell'infante Michele. Fu coinvolto nel tentativo messo in atto dall'infante e dalla regina Carlotta Gioacchina di convincere il re ad abdicare a favore di Michele. In questo tentativo gli fu attribuita l'uccisione del marchese di Loulé, Agostinho Domingos José de Mendoça Rolim de Moura Barreto, favorito del re Giovanni VI.
Costretto nel 1824 a fuggire, andò in esilio in Italia. Nel 1826 rientrò a Lisbona sperando di rientrare nel condono promulgato da Pietro IV che era appena salito al trono, ma gli fu vietato lo sbarco. Fuggì quindi a Londra dove fu forse avvelenato.

## Matrimonio e discendenza
Si sposò nel 1806 con D. Helena de Vasconcelos, figlia del marchese di Castelo Melhor.
Ebbero un figlio:
- Pedro José Maria da Piedade de Alcântara Xavier de Lencastre nato il 22 ottobre 1816 e morto il 2 settembre del 1847), 5º marchese di Abrantes. Pedro José divenne pari del regno nel 1842, succedendo al suo avo, quando il padre era già morto. Non ebbe eredi.